# Tony Bullock
Pour les articles homonymes, voir Bullock.
Tony Bullock est un footballeur anglais né le 18 février 1972, et qui joue au club écossais de Saint Mirren. Il a notamment joué en Angleterre.